# ديانا ميلر
ديانا ميلر (بالإنجليزية: Diana Miller)‏ (مواليد 18 مارس 1902 - الوفاة 18 ديسمبر 1927) هي ممثلة أمريكية بدأت مسيرتها الفنية عام 1924.

## وصلات خارجية
- ديانا ميلر على موقع IMDb (الإنجليزية)
- ديانا ميلر على موقع أول موفي (الإنجليزية)
- ديانا ميلر على موقع قاعدة بيانات الأفلام السويدية (السويدية)
- ديانا ميلر على موقع قاعدة بيانات الفيلم (الإنجليزية)
- ديانا ميلر على موقع كينوبويسك (الروسية)